# Speciale (opgave)
 For alternative betydninger, se Speciale. (Se også artikler, som begynder med Speciale)
Et speciale (på kandidatudannelser formelt et kandidatspeciale) er en større, afsluttende skriftlig opgave i et ofte selvvalgt emne på en højere læreanstalt. På kandidatuddannelser og lignende akademiske uddannelser udgør specialet (og specialeforsvaret) ofte den afsluttende eksamen og skal demonstrere at den studerende mestrer de for faget relevante metodiske værktøjer. Specialet på sådanne uddannelser skal i princippet udgøre og vurderes som en videnskabelig afhandling.
Traditionelt fremlægger kandidaten specialet, og eksamineres efterfølgende i det, ved et såkaldt specialeforsvar. Nogle kandidatuddannelser har dog helt eller delvist afskaffet det mundtlige specialeforsvar.